# Start-Up
Start-Up (Hangul: 스타트업; RR: Seutateueop) és una sèrie de televisió sud-coreana del 2020 protagonitzada per Bae Suzy, Nam Joo-hyuk, Kim Seon-ho i Kang Han-na. La sèrie gira al voltant d’una dona que té els somnis de convertir-se en empresària com Steve Jobs, un home que en secret és el seu primer amor i un altre home que pretén ser el seu primer amor. Es va emetre a tvN del 17 d’octubre al 6 de desembre de 2020, tots els dissabtes i diumenges a les 21:00 (KST). Està disponible per emetre’s a Netflix.